# Campionati europei di atletica leggera 1998
I XVII campionati europei di atletica leggera si sono tenuti a Budapest, in Ungheria, dal 18 al 23 agosto 1998 al Népstadion.
Rispetto alle precedenti edizioni dei campionati europei, sono state aggiunte due nuove discipline in campo femminile, il salto con l'asta ed il lancio del martello. La prova dei 5.000 metri piani femminili ha invece rimpiazzato i 3.000 metri piani.

## Risultati

### Uomini
| Specialità | Oro                                                                      | Prestazione | Argento                                                                | Prestazione | Bronzo                                                                   | Prestazione |
| Corse piane |                                                                          |             |                                                                        |             |                                                                          |             |
| 100 metri | Darren Campbell Gran Bretagna                                            | 10"04       | Dwain Chambers Gran Bretagna                                           | 10"10       | Charalambos Papadias Grecia                                              | 10"17       |
| 200 metri | Douglas Walker Gran Bretagna                                             | 20"53       | Doug Turner Gran Bretagna                                              | 20"64       | Julian Golding Gran Bretagna                                             | 20"72       |
| 400 metri | Iwan Thomas Gran Bretagna                                                | 44"52       | Robert Maćkowiak Polonia                                               | 45"04       | Mark Richardson Gran Bretagna                                            | 45"14       |
| 800 metri | Nils Schumann Germania                                                   | 1'44"89     | André Bucher Svizzera                                                  | 1'45"04     | Lukáš Vydra Rep. Ceca                                                    | 1'45"23     |
| 1.500 metri | Reyes Estévez Spagna                                                     | 3'41"31     | Rui Silva Portogallo                                                   | 3'41"84     | Fermín Cacho Spagna                                                      | 3'42"13     |
| 5.000 metri | Isaac Viciosa Spagna                                                     | 13'37"46    | Manuel Pancorbo Spagna                                                 | 13'38"03    | Mark Carroll Irlanda                                                     | 13'38"15    |
| 10.000 metri | António Pinto Portogallo                                                 | 27'48"62    | Dieter Baumann Germania                                                | 27'56"75    | Stéphane Franke Germania                                                 | 27'59"90    |
| Corse a ostacoli |                                                                          |             |                                                                        |             |                                                                          |             |
| 110 metri ostacoli | Colin Jackson Gran Bretagna                                              | 13"02       | Falk Balzer Germania                                                   | 13"12       | Robin Korving Paesi Bassi                                                | 13"20       |
| 400 metri ostacoli | Paweł Januszewski Polonia                                                | 48"17       | Ruslan Mashchenko Russia                                               | 48"25       | Fabrizio Mori Italia                                                     | 48"71       |
| 3.000 metri siepi | Damian Kallabis Germania                                                 | 8'13"10     | Alessandro Lambruschini Italia                                         | 8'16"70     | Jim Svenøy Norvegia                                                      | 8'18"97     |
| Prove su strada |                                                                          |             |                                                                        |             |                                                                          |             |
| Maratona (dettagli) | Stefano Baldini Italia                                                   | 2h12'01"    | Danilo Goffi Italia                                                    | 2h12'11"    | Vincenzo Modica Italia                                                   | 2h12'53"    |
| 20 km marcia | Il'ja Markov Russia                                                      | 1h21'10"    | Aigars Fadejevs Lettonia                                               | 1h21'29"    | Francisco Javier Fernández Spagna                                        | 1h21'39"    |
| 50 km marcia | Robert Korzeniowski Polonia                                              | 3h43'51"    | Valentin Kononen Finlandia                                             | 3h44'29"    | Andrey Plotnikov Russia                                                  | 3h45'53"    |
| Salti |                                                                          |             |                                                                        |             |                                                                          |             |
| Salto in alto | Artur Partyka Polonia                                                    | 2,34 m      | Dalton Grant Gran Bretagna                                             | 2,34 m      | Sergej Kljugin Russia                                                    | 2,32 m      |
| Salto con l'asta | Maksim Tarasov Russia                                                    | 5,81 m      | Tim Lobinger Germania                                                  | 5,81 m      | Jean Galfione Francia                                                    | 5,76 m      |
| Salto in lungo | Kirill Sosunov Russia                                                    | 8,28 m      | Bogdan Ţăruş Romania                                                   | 8,21 m      | Petar Dachev Bulgaria                                                    | 8,06 m      |
| Salto triplo | Jonathan Edwards Gran Bretagna                                           | 17,99 m     | Denis Kapustin Russia                                                  | 17,45 m     | Rostislav Dimitrov Bulgaria                                              | 17,26 m     |
| Lanci |                                                                          |             |                                                                        |             |                                                                          |             |
| Getto del peso | Oleksandr Bahač Ucraina                                                  | 21,17 m     | Oliver-Sven Buder Germania                                             | 20,98 m     | Jurij Bilonoh Ucraina                                                    | 20,92 m     |
| Lancio del disco | Lars Riedel Germania                                                     | 67,07 m     | Jürgen Schult Germania                                                 | 66,69 m     | Virgilijus Alekna Lituania                                               | 66,46 m     |
| Lancio del giavellotto | Steve Backley Gran Bretagna                                              | 89,72 m     | Mick Hill Gran Bretagna                                                | 86,92 m     | Raymond Hecht Germania                                                   | 86,63 m     |
| Lancio del martello | Tibor Gécsek Ungheria                                                    | 82,87 m     | Balázs Kiss Ungheria                                                   | 81,26 m     | Karsten Kobs Germania                                                    | 80,13 m     |
| Prove multiple |                                                                          |             |                                                                        |             |                                                                          |             |
| Decathlon | Erki Nool Estonia                                                        | 8.667 p.    | Eduard Hämäläinen Finlandia                                            | 8.587 p.    | Lev Lobodin Russia                                                       | 8.571 p.    |
| Staffette |                                                                          |             |                                                                        |             |                                                                          |             |
| 4×100 metri | Gran Bretagna Allyn Condon Darren Campbell Douglas Walker Julian Golding | 38"52       | Francia Thierry Lubin Frédéric Krantz Christophe Cheval Needy Guims    | 38"87       | Polonia Marcin Krzywański Marcin Nowak Piotr Balcerzak Ryszard Pilarczyk | 38"98       |
| 4×400 metri | Gran Bretagna Mark Hylton Jamie Baulch Iwan Thomas Mark Richardson       | 2'58"68     | Polonia Piotr Rysiukiewicz Tomasz Czubak Piotr Haczek Robert Maćkowiak | 2'58"88     | Spagna Antonio Andres Juan Trull Andrés Martinez David Canal             | 3'02"47     |
| record mondiale; record mondiale stagionale; record europeo; record europeo stagionale; record dei campionati; record nazionale; record personale; record personale stagionale. |                                                                          |             |                                                                        |             |                                                                          |             |

### Donne
| Specialità | Oro                                                                  | Prestazione | Argento                                                                                   | Prestazione | Bronzo                                                                           | Prestazione |
| Corse piane |                                                                      |             |                                                                                           |             |                                                                                  |             |
| 100 metri | Christine Arron Francia                                              | 10"73       | Irina Privalova Russia                                                                    | 10"83       | Ekateríni Thánou Grecia                                                          | 10"87       |
| 200 metri | Irina Privalova Russia                                               | 22"62       | Žanna Pintusevyč-Blok Ucraina                                                             | 22"74       | Melanie Paschke Germania                                                         | 22"78       |
| 400 metri | Grit Breuer Germania                                                 | 49"93       | Helena Fuchsová Rep. Ceca                                                                 | 50"21       | Ol'ga Kotljarova Russia                                                          | 50"38       |
| 800 metri | Elena Afanas'eva Russia                                              | 1'58"50     | Malin Ewerlöf Svezia                                                                      | 1'59"61     | Stephanie Graf Austria                                                           | 2'00"11     |
| 1.500 metri | Svetlana Masterkova Russia                                           | 4'11"91     | Carla Sacramento Portogallo                                                               | 4'12"62     | Anita Weyermann Svizzera                                                         | 4'13"06     |
| 5.000 metri | Sonia O'Sullivan Irlanda                                             | 15'06"50    | Gabriela Szabó Romania                                                                    | 15'08"31    | Marta Domínguez Spagna                                                           | 15'10"54    |
| 10.000 metri | Sonia O'Sullivan Irlanda                                             | 31'29"33    | Fernanda Ribeiro Portogallo                                                               | 31'32"42    | Lidia Șimon Romania                                                              | 31'32"64    |
| Corse a ostacoli |                                                                      |             |                                                                                           |             |                                                                                  |             |
| 100 metri ostacoli | Svetla Dimitrova Bulgaria                                            | 12"56       | Brigita Bukovec Slovenia                                                                  | 12"65       | Irina Korotya Russia                                                             | 12"85       |
| 400 metri ostacoli | Ionela Târlea Romania                                                | 53"37       | Tetyana Tereshchuk Ucraina                                                                | 54"07       | Silvia Rieger Germania                                                           | 54"45       |
| Prove su strada |                                                                      |             |                                                                                           |             |                                                                                  |             |
| Maratona | Manuela Machado Portogallo                                           | 2h27'10"    | Madina Biktagirova Russia                                                                 | 2h28'01"    | Maura Viceconte Italia                                                           | 2h28'31"    |
| 10 km marcia | Annarita Sidoti Italia                                               | 42'49"      | Erica Alfridi Italia                                                                      | 42'54"      | Susana Feitor Portogallo                                                         | 42'55"      |
| Salti |                                                                      |             |                                                                                           |             |                                                                                  |             |
| Salto in alto | Monica Dinescu-Iagăr Romania                                         | 1,97 m      | Donata Jancewicz Polonia                                                                  | 1,95 m      | Alina Astafei Germania                                                           | 1,95 m      |
| Salto con l'asta | Anzhela Balakhonova Ucraina                                          | 4,31 m      | Nicole Humbert Germania                                                                   | 4,31 m      | Yvonne Buschbaum Germania                                                        | 4,31 m      |
| Salto in lungo | Heike Drechsler Germania                                             | 7,16 m      | Fiona May Italia                                                                          | 7,11 m      | Ljudmila Galkina Russia                                                          | 7,06 m      |
| Salto triplo | Olga Vasdeki Grecia                                                  | 14,55 m     | Šárka Kašpárková Rep. Ceca                                                                | 14,53 m     | Tereza Marinova Bulgaria                                                         | 14,50 m     |
| Lanci |                                                                      |             |                                                                                           |             |                                                                                  |             |
| Getto del peso | Vita Pavlysh Ucraina                                                 | 21,69 m     | Irina Korzhanenko Russia                                                                  | 19,71 m     | Yanina Karolchyk Bielorussia                                                     | 19,23 m     |
| Lancio del disco | Franka Dietzsch Germania                                             | 67,49 m     | Natal'ja Sadova Russia                                                                    | 66,94 m     | Nicoleta Grasu Romania                                                           | 65,94 m     |
| Lancio del giavellotto | Tanja Damaske Germania                                               | 69,10 m     | Tatyana Shikolenko Russia                                                                 | 66,92 m     | Mikaela Ingberg Finlandia                                                        | 64,92 m     |
| Lancio del martello | Mihaela Melinte Romania                                              | 71,17 m     | Ol'ga Kuzenkova Russia                                                                    | 69,28 m     | Kirsten Münchow Germania                                                         | 65,61 m     |
| Prove multiple |                                                                      |             |                                                                                           |             |                                                                                  |             |
| Eptathlon | Denise Lewis Gran Bretagna                                           | 6.559 p.    | Urszula Włodarczyk Polonia                                                                | 6.460 p.    | Natallja Sazanovič Bielorussia                                                   | 6.410 p.    |
| Staffette |                                                                      |             |                                                                                           |             |                                                                                  |             |
| 4×100 metri | Francia Katia Benth Frédérique Bangué Sylviane Félix Christine Arron | 42"59       | Germania Melanie Paschke Gabi Rockmeier Birgit Rockmeier Andrea Philipp                   | 42"68       | Russia Olga Ekk Galina Mal'čugina Natal'ja Pomoščnikova-Voronova Irina Privalova | 42"73       |
| 4×400 metri | Germania Anke Feller Uta Rohländer Silvia Rieger Grit Breuer         | 3'23"03     | Russia Natalya Khrushchelyova Svetlana Goncharenko Yekaterina Bakhvalova Ol'ga Kotljarova | 3'23"56     | Gran Bretagna Donna Fraser Vikki Jamison Katharine Merry Allison Curbishley      | 3'25"66     |
| record mondiale; record mondiale stagionale; record europeo; record europeo stagionale; record dei campionati; record nazionale; record personale; record personale stagionale. |                                                                      |             |                                                                                           |             |                                                                                  |             |

## Medagliere
Legenda
     Paese ospitante
| Posizione | Paese         | Oro | Argento | Bronzo | Totale |
| --------- | ------------- | --- | ------- | ------ | ------ |
| 1         | Gran Bretagna | 9   | 4       | 3      | 16     |
| 2         | Germania      | 8   | 7       | 8      | 23     |
| 3         | Russia        | 6   | 9       | 7      | 22     |
| 4         | Polonia       | 3   | 4       | 1      | 8      |
| 5         | Romania       | 3   | 2       | 2      | 7      |
| 6         | Ucraina       | 3   | 2       | 1      | 6      |
| 7         | Italia        | 2   | 4       | 3      | 9      |
| 8         | Portogallo    | 2   | 3       | 1      | 6      |
| 9         | Spagna        | 2   | 1       | 4      | 7      |
| 10        | Francia       | 2   | 1       | 1      | 4      |
| 11        | Irlanda       | 2   | 0       | 1      | 3      |
| 12        | Ungheria      | 1   | 1       | 0      | 2      |
| 13        | Bulgaria      | 1   | 0       | 3      | 4      |
| 14        | Grecia        | 1   | 0       | 2      | 3      |
| 15        | Estonia       | 1   | 0       | 0      | 1      |
| 16        | Finlandia     | 0   | 2       | 1      | 3      |
| 16        | Rep. Ceca     | 0   | 2       | 1      | 3      |
| 18        | Svizzera      | 0   | 1       | 1      | 2      |
| 19        | Lettonia      | 0   | 1       | 0      | 1      |
| 19        | Slovenia      | 0   | 1       | 0      | 1      |
| 19        | Svezia        | 0   | 1       | 0      | 1      |
| 22        | Bielorussia   | 0   | 0       | 2      | 2      |
| 23        | Austria       | 0   | 0       | 1      | 1      |
| 23        | Lituania      | 0   | 0       | 1      | 1      |
| 23        | Norvegia      | 0   | 0       | 1      | 1      |
| 23        | Paesi Bassi   | 0   | 0       | 1      | 1      |
| Totale    | Totale        | 46  | 46      | 46     | 138    |